# Murder One (serie televisiva)
Murder One  è una serie televisiva statunitense in 41 episodi trasmessi per la prima volta nel corso di 2 stagioni dal 1995 al 1997.

## Trama
Sostenuto da una squadra di giovani collaboratori, Ted Hoffman (Daniel Benzali) è un abile, anche se burbero, avvocato penalista che rappresenta con zelo i suoi clienti in casi di alto profilo. Annie (Patricia Clarkson) è la moglie con cui ha qualche problema relazionale.  Nella seconda stagione, a causa dei risultati deludenti della prima, Benzali viene sostituito come attore protagonista della serie da Anthony LaPaglia nel ruolo di Jimmy Wyler, un ex assistente del procuratore distrettuale che prende in mano lo studio legale. Insolitamente (per una fiction televisiva del suo tempo) la prima stagione della serie ruotava intorno a un singolo caso di alto profilo criminale. Per tutta la durata della prima stagione, Hoffman difende Neil Avedon (Jason Gedrick), una giovane stella di Hollywood accusato dell'omicidio della quindicenne Jessica Costello. Anche la seconda stagione è caratterizzata da una serialità allargata degli episodi con tre singoli casi trattati nel corso dei suoi 18 episodi. Dato che il tipo di serialità del programma poteva comportare problemi allo spettatore nel seguire il filo di tutti gli episodi, già dalla prima stagione ogni episodio si apriva con un sostanzioso previously on, della durata anche di diversi minuti, che riassumeva le puntate precedenti. Anche la seconda stagione non ebbe il successo sperato e la ABC dismise la serie alla fine della stagione 1996-1997.

## Personaggi
- Justine Appleton (41 episodi, 1995-1997), interpretata da	Mary McCormack.
- Chris Docknovich (41 episodi, 1995-1997), interpretato da	Michael Hayden.
- Arnold Spivak (41 episodi, 1995-1997), interpretato da	J. C. MacKenzie.
- Miriam Grasso (41 episodi, 1995-1997), interpretata da	Barbara Bosson.
- Louis Hines (31 episodi, 1995-1997), interpretato da	John Fleck.
- Mark Washington (29 episodi, 1995-1997), interpretato da	Markus Redmond.
- Ted Hoffman (23 episodi, 1995-1996), interpretato da	Daniel Benzali.
- Lisa Gillespie (23 episodi, 1995-1996), interpretata da	Grace Phillips.
- Richard Cross (23 episodi, 1995-1996), interpretato da	Stanley Tucci.
- detective Arthur Polson (23 episodi, 1995-1996), interpretato da	Dylan Baker.
- Lila (23 episodi, 1995-1996), interpretata da	Vanessa A. Williams.
- Annie Hoffman (23 episodi, 1995-1996), interpretata da	Patricia Clarkson.
- Neil Avedon (23 episodi, 1995-1996), interpretato da	Jason Gedrick.
- giudice Beth Bornstein (22 episodi, 1995-1997), interpretata da	Linda Carlson.
- Jimmy Wyler (18 episodi, 1996-1997), interpretato da	Anthony LaPaglia.
- Aaron Mosely (18 episodi, 1996-1997), interpretato da	D. B. Woodside.
- detective Vince Biggio (18 episodi, 1996-1997), interpretato da	Clayton Rohner.
- Frank Szymanski (18 episodi, 1996-1997), interpretato da	Jack Kehler.
- D.A. Roger Garfield (17 episodi, 1995-1996), interpretato da	Gregory Itzin.
- Ray Velacek (15 episodi, 1995-1996), interpretato da	Joe Spano.
- Julie Costello (15 episodi, 1995-1996), interpretata da	Bobbie Phillips.
- Gary Blondo (15 episodi, 1995-1997), interpretato da	John Pleshette.
- Dean Crowley (12 episodi, 1995-1996), interpretato da	Ned Vaughn.
- Shel Metzger (12 episodi, 1996), interpretato da	Paul Goodman.
- Karen Ting (11 episodi, 1996), interpretata da	June Saruwatari.
- Akeesha Wesley (11 episodi, 1996), interpretata da	Alexia Robinson.
- Eleanor Iverson (11 episodi, 1996), interpretata da	Rosanna Huffman.
- Albert Wysong (11 episodi, 1996), interpretato da	David Fresco.
- Gwen (10 episodi, 1996-1997), interpretato da	Pauley Perrette.
- Angela Rosetti (10 episodi, 1996-1997), interpretata da	Toni DeRose.
- Elizabeth Hoffman (9 episodi, 1995-1996), interpretata da	Vanessa Zima.
- Rickey Latrell (8 episodi, 1996-1997), interpretato da	Rick Worthy.
- Lee Michaelson (8 episodi, 1996-1997), interpretato da	Don McManus.
- dottor Graham Lester (8 episodi, 1995-1996), interpretato da	Stanley Kamel.

## Produzione
La serie, ideata da Steven Bochco, fu prodotta da Steven Bochco Productions e 20th Century Fox Television e girata  a New York.

### Registi
Tra i registi della serie sono accreditati:
- Michael Fresco (8 episodi, 1995-1997)
- Marc Buckland (7 episodi, 1996-1997)
- Joe Ann Fogle (6 episodi, 1995-1996)
- Donna Deitch (5 episodi, 1995-1997)
- Randall Zisk (3 episodi, 1996-1997)
- Elodie Keene (2 episodi, 1995-1996)
- Rick Wallace (2 episodi, 1996)

## Distribuzione
La serie fu trasmessa negli Stati Uniti dal 1995 al 1997 sulla rete televisiva ABC. In Italia è stata trasmessa su TELE+ e Canale 5 con il titolo Murder One.
Alcune delle uscite internazionali sono state:
- negli Stati Uniti il 19 settembre 1995 (Murder One)
- nel Regno Unito il 7 gennaio 1996
- in Finlandia il 10 marzo 1996
- in Germania il 21 marzo 1996 (Murder One - Der Fall Jessica)
- in Portogallo il 2 ottobre 1996 (Crime Violento)
- in Ungheria il 29 gennaio 2002
- in Francia il 29 gennaio 2002 (Murder One: L'affaire Banks)
- in Italia il 29 gennaio 2002 (Murder One)

## Episodi
| Stagione         | Episodi | Prima TV USA | Prima TV Italia |
| ---------------- | ------- | ------------ | --------------- |
| Prima stagione   | 23      | 1995-1996    |                 |
| Seconda stagione | 18      | 1996-1997    |                 |